# Opper-Silezisch voetbalkampioenschap
Het Opper-Silezische voetbalkampioenschap (Duits: Oberschlesischen Fußballmeisterschaft) was een van de regionale voetbalcompetities van de Zuidoost-Duitse voetbalbond, die bestond van 1906 tot 1933.
In de beginjaren werd de competitie gedomineerd door clubs uit Kattowitz. Na het seizoen 1921/22 verhuisden deze clubs echter naar de Poolse competitie omdat de regio rond de stad door de Volkenbond aan Polen toegewezen werd ondanks de overwegend Duitse bevolking. Tot midden jaren twintig waren er regionale kampioenschappen, daarna kam er een eenvormige competitie.
In 1933 kwam de Nationaalsocialistische Duitse Arbeiderspartij aan de macht in Duitsland en werden alle overkoepelende voetbalbonden met hun competities afgeschaft.

## Kampioenen
- 1907 FC Preußen 05 Kattowitz
- 1908 FC Preußen 05 Kattowitz
- 1909 FC Preußen 05 Kattowitz
- 1910 SC Germania Kattowitz
- 1911 SC Germania Kattowitz
- 1912 SC Diana Kattowitz
- 1913 FC Preußen 05 Kattowitz
- 1914 Beuthener SuSV 09
- 1920 Beuthener SuSV 09
- 1921 Beuthener SuSV 09
- 1922 FC Preußen 05 Kattowitz
- 1923 Beuthener SuSV 09
- 1924 SC Vorwärts 1917 Gleiwitz
- 1925 Beuthener SuSV 09
- 1926 VfB 1910 Gleiwitz
- 1927 Vorwärts-Rasensport Gleiwitz
- 1928 SC Preußen 1910 Zaborze
- 1929 Beuthener SuSV 09
- 1930 SC Preußen 1910 Zaborze
- 1931 SC Preußen 1910 Zaborze
- 1932 Vorwärts-Rasensport Gleiwitz
- 1933 Vorwärts-Rasensport Gleiwitz

### Seizoenen eerste klasse
Van het seizoen 1920/21 zijn enkel de groepswinnaars bekend, de teams die het jaar ervoor en erna in de eerste klasse speelden namen dat seizoen wellicht ook deel. Nadat Königshütte en Kattowitz in 1922 aan Polen afgestaan werden verdwenen de clubs uit die steden en omliggende dorpen uit de Duitse competitie.
| Club                               | /22 | Periode (1906-1914, 1919-1933)                        |
| ---------------------------------- | --- | ----------------------------------------------------- |
| Beuthener SuSV 09                  | 19  | 1909-1914, 1919-1933                                  |
| SpVgg Ratibor 03                   | 15  | 1906-1911, 1913-1914, 1919-1920, 1921-1926, 1930-1933 |
| SV Preußen 06 Ratibor              | 15  | 1907-1911, 1919-1930                                  |
| VfB 1910 Gleiwitz                  | 15  | 1912-1914, 1919-1920, 1921-1933                       |
| SC Preußen 1910 Zaborze            | 14  | 1912-1914, 1921-1933                                  |
| Verein Oppelner Sportfreunde 1919  | 12  | 1920-1932                                             |
| FC Preußen 05 Kattowitz            | 11  | 1906-1914, 1919-1922                                  |
| SC Diana Kattowitz                 | 10  | 1906-1914, 1919-1920, 1921-1922                       |
| SC Germania Kattowitz              | 9   | 1906-1911, 1912-1914, 1919-1920, 1921-1922            |
| SpVgg Deichsel 1919 Hindenburg     | 9   | 1923-1925, 1926-1933                                  |
| RV 09 Gleiwitz                     | 8   | 1910-1911, 1912-1914, 1919-1920, 1921-1923, 1924-1926 |
| SV 1919 Ostrog                     | 8   | 1919-1920, 1921-1927, 1932-1933                       |
| Vorwärts-RaSpo Gleiwitz            | 7   | 1926-1933                                             |
| SC Vorwärts 1917 Gleiwitz          | 7   | 1919-1926                                             |
| VfR Königshütte                    | 6   | 1910-1914, 1919-1920, 1921-1922                       |
| FC 07 Laurahütte                   | 5   | 1909-1911, 1919-1922                                  |
| Vereinigte Gleiwitzer Sportfreunde | 5   | 1919-1920, 1921-1925                                  |
| Vereinigte Coseler Sportfreunde    | 5   | 1919-1920, 1921-1925                                  |
| VfB 1918 Beuthen                   | 4   | 1922-1926                                             |
| Kattowitzer SC                     | 4   | 1908-1912                                             |
| SC 08 Königshütte                  | 4   | 1909-1911, 1913-1914, 1919-1920                       |
| SV Delbrückschächte Hindenburg     | 4   | 1927-1931                                             |
| VfR Oppeln                         | 4   | 1922-1926                                             |
| SV Guts Muths Neustadt             | 4   | 1922-1926                                             |
| FC Wacker Beuthen                  | 3   | 1922-1925                                             |
| SC Borussia Myslowitz              | 3   | 1907-1909, 1910-1911                                  |
| VfR Tarnowitz                      | 3   | 1913-1914, 1919-1920, 1921-1922                       |
| SuSV 1912 Miechowitz               | 3   | 1922-1923, 1931-1933                                  |
| SC Zalenze 06                      | 3   | 1913-1914, 1919-1920, 1921-1922                       |
| VfR 1919 Gleiwitz                  | 3   | 1921-1923, 1924-1925                                  |
| Sportfreunde Roßberg               | 3   | 1922-1925                                             |
| SVgg 1911 Kreuzburg                | 3   | 1922-1925                                             |
| VfR Neustadt                       | 3   | 1922-1925                                             |
| SC Schlesien Neisse                | 3   | 1922-1925                                             |
| Sportfreunde 1919 Neisse           | 3   | 1922-1925                                             |
| SV Bad Ziegenhals                  | 3   | 1922-1925                                             |
| SC Beuthen                         | 2   | 1909-1911                                             |
| VfR 1920 Beuthen                   | 2   | 1922-1923, 1924-1925                                  |
| SV Schlesien Ratibor               | 2   | 1908-1910                                             |
| SC Preußen Cosel                   | 2   | 1908-1909, 1910-1911                                  |
| SC Hohenlohehütte                  | 2   | 1909-1911                                             |
| FC Silesia Lipine                  | 2   | 1913-1914, 1921-1922                                  |
| SV Ruda 1910                       | 2   | 1913-1914, 1921-1922                                  |
| Sportfreunde 1920 Mikultschütz     | 2   | 1922-1924                                             |
| Bismarckhütter BC                  | 2   | 1919-1920, 1921-1922                                  |
| TV Hohenlohehütte                  | 2   | 1919-1920, 1921-1922                                  |
| SuSV Laurahütte                    | 2   | 1919-1920, 1921-1922                                  |
| VfR Myslowitz                      | 2   | 1919-1920, 1921-1922                                  |
| MTV 1878 Gleiwitz                  | 2   | 1921-1923                                             |
| FC Preußen Schomberg               | 2   | 1922-1924                                             |
| SV Borsigwerk                      | 2   | 1922-1924                                             |
| SV Schlesien 07 Ratibor            | 2   | 1922-1924                                             |
| Sportfreunde Preußen Konstadt      | 2   | 1924-1926                                             |
| SC Preußen Neustadt                | 2   | 1922-1923, 1924-1925                                  |
| VfB Zawadzki                       | 2   | 1923-1925                                             |
| SV Diana Oppeln                    | 2   | 1923-1925                                             |
| SV 1912 Königlich Neudorf          | 2   | 1923-1925                                             |
| VfB 1919 Groß Strehlitz            | 2   | 1923-1925                                             |
| Beuthener SuSV 09 II               | 1   | 1913-1914                                             |
| BSC Wacker Beuthen                 | 1   | 1925-1926                                             |
| FC Preußen Beuthen                 | 1   | 1922-1923                                             |
| SC Teutonia Gleiwitz               | 1   | 1910-1911                                             |
| FC Germania Tarnowitz              | 1   | 1910-1911                                             |
| FC Borussia Zaborze                | 1   | 1910-1911                                             |
| MTV Zalenze                        | 1   | 1921-1922                                             |
| Sportfreunde 06 Zalenze            | 1   | 1921-1922                                             |
| Silesia Königshütte                | 1   | 1919-1920                                             |
| SpVgg 01 Königshütte               | 1   | 1921-1922                                             |
| SV 1913 Schwientochlowitz          | 1   | 1921-1922                                             |
| SSuTV Tworkau                      | 1   | 1921-1922                                             |
| Viktoria Laurahütte                | 1   | 1921-1922                                             |
| TG Kattowitz                       | 1   | 1921-1922                                             |
| Viktoria Kattowitz                 | 1   | 1921-1922                                             |
| TSV Peiskretscham                  | 1   | 1922-1923                                             |
| 1. FC Hindenburg                   | 1   | 1924-1925                                             |
| FC Vorwärts Kandrzin               | 1   | 1923-1924                                             |
| SuSV Reinschdorf                   | 1   | 1923-1924                                             |
| MTV Vorwärts Cosel                 | 1   | 1923-1924                                             |
| TV Jugenhort Ratibor               | 1   | 1923-1924                                             |
| Sportfreunde 1921 Ratibor          | 1   | 1924-1925                                             |
| SVgg Zülz                          | 1   | 1924-1925                                             |
| Sportfreunde Deutsch-Rasselwitz    | 1   | 1924-1925                                             |
| SV Preußen 1920 Leobschütz         | 1   | 1924-1925                                             |
| Oberglogauer Sportfreunde          | 1   | 1924-1925                                             |
| SC Preußen 1922 Neisse             | 1   | 1924-1925                                             |

1906/07 · 1907/08 · 1908/09 · 1909/10 · 1910/11 · 1911/12 · 1912/13 · 1913/14 · 1914/15 · 1915/16 · 1916/17 · 1917/18 · 1918/19 · 1919/20 · 1920/21 · 1921/22 · 1922/23 · 1923/24 · 1924/25 · 1925/26 · 1926/27 · 1927/28 · 1928/29 · 1929/30 · 1930/31 · 1931/32 · 1932/33